# Semachrysa pulchella
Semachrysa pulchella is een insect uit de familie van de gaasvliegen (Chrysopidae), die tot de orde netvleugeligen (Neuroptera) behoort. 
Semachrysa pulchella is voor het eerst wetenschappelijk beschreven door Tsukaguchi in 1995.